# Roger Marshall
Roger Marshall (ur. 9 sierpnia 1960, w El Dorado) – amerykański lekarz i polityk, członek Partii Republikańskiej. W latach 2017–2021 był przedstawicielem pierwszego okręgu wyborczego stanu Kansas do Izby Reprezentantów Stanów Zjednoczonych. W 2021 roku został wybrany aby reprezentować stan Kansas w Senacie Stanów Zjednoczonych.

## Życiorys
Urodził i wychował się w El Dorado, gdzie jego ojciec Victor Marshall, przez 25 lat był szefem policji. Uczęszczał do Butler Community College, zanim rozpoczął studia na Uniwersytecie Stanowym Kansas, gdzie uzyskał tytuł licencjata z biochemii. W 1987 roku otrzymał doktorat z medycyny w Szkole Medycznej Uniwersytetu Kansas. Odbył staż z zakresu położnictwa i ginekologii w Bayfront Medical Center (Uniwersytet Południowej Florydy) w St. Petersburgu na Florydzie.
W latach 1984–1991 służył w Rezerwie Armii Stanów Zjednoczonych, dochodząc do stopnia kapitana. Od 1991 praktykował położnictwo ginekologiczne w Great Bend, gdzie również był prezesem zarządu szpitala. Pełnił funkcję prezesa Towarzystwa Medycznego Hrabstwa Barton i był wiceprezesem banku Farmers Bank & Trust.

### Polityka
W 2016 roku kandydując do Izby Reprezentantów w pierwszym okręgu Kansas, pokonał w republikańskich prawyborach urzędującego Tima Huelskampa. W wyborach powszechnych wygrał z łatwością uzyskując 65,9% głosów, pokonując niezależnych kandydatów, ponieważ żaden demokrata nie zgłosił się do udziału w silnie republikańskim okręgu.
Jako kongresman reprezentował głównie wiejski okręg nazywany „Wielkim Pierwszym”, ponieważ obejmuje w całości lub częściowo 63 hrabstwa w środkowym i zachodnim Kansas, co stanowi ponad połowę powierzchni stanu.
W wyborach do Senatu w 2020 roku pokonał demokratkę Barbarę Bollier, stosunkiem głosów 53,2% do 41,8%. Objął urząd senatora 3 stycznia 2021.

## Poglądy
Opisuje siebie jako zagorzałego konserwatystę fiskalnego, który wierzy w zrównoważony budżet. Startując na kongresmana powiedział, że chce wnieść do Waszyngtonu „chrześcijańskie wartości z małego miasteczka”.

### Aborcja
Marshall sprzeciwia się aborcji, także w przypadku gwałtu i kazirodztwa. W 2020 roku wezwał do unieważnienia Roe v. Wade, orzeczenia Sądu Najwyższego według, którego zakaz aborcji jest niekonstytucyjny, argumentując przy tym, że jako położniczy wydał ponad 5 tys. dzieci i „nigdy, w głębi serca, nie znalazł żadnego powodu, by zakończyć życie”.

### Pandemia COVID-19
W 2020 roku w czasie pandemii COVID-19 oskarżył Facebooka o cenzurę po tym, jak gigant mediów społecznościowych usunął z jego konta post sugerujący fałszowanie danych i liczby zgonów na koronawirusa przez Centra Kontroli i Zapobiegania Chorobom. Rzecznik Facebooka odpowiedział, że posty Marshalla zostały usunięte ponieważ naruszały zasady dotyczące „rozpowszechniania szkodliwych dezinformacji”.
Na początku Marshall nie kwestionuje skuteczności masek, ale sprzeciwił się przymusowi. Sam wielokrotnie pokazywał się w tłumie, nie stosując zabezpieczenia. W 2021 roku stwierdził, że maski mogą „pogorszyć sytuację” dla dzieci. Jego biuro przytoczyło szereg historii i badań naukowych dotyczących potencjalnych zagrożeń związanych z noszeniem masek.

## Życie osobiste
Wraz z żoną Lainą mają czworo dzieci. Uczył szkółki niedzielnej przez ponad 25 lat i służył jako starszy, diakon i przewodniczący rady swojego Pierwszego Kościoła Chrześcijańskiego w Great Bend, z ruchu campbellitów.